# DUSP3
La proteína fosfatasa dual específica 3 (DUSP3) es una enzima codificada en humanos por el gen dusp3.
La proteína DUSP3 pertenece a la subfamilia de las fosfatasas duales específicas. Estas fosfatasas inactivan a sus quinasas diana mediante la defosforilación tanto de su residuo de fosfoserina/treonina como de su residuo de fosfotirosina. Regulan negativamente a los miembros de la superfamilia de las MAPK (MAPK/ERK, SAPK/JNK, p38), que están asociados con proliferación celular y diferenciación celular. Diversos miembros de esta familia de fosfatasas duales específicas muestran distintas especificidades de sustrato para las MAPKs, distinta destribución tisular y localización subcelular, y diferentes modos de inducibilidad de su expresión por estímulos extracelulares. El gen dusp3 se localiza en una región cromosómica que contiene también el locus del gen BRCA1 lo que le confiere susceptibilidad a generar cáncer de mama y de ovario. Aunque DUSP3 es expresado tanto tejido de mama como de ovario, no se han encontrado mutaciones del gen ni en cáncer de mama ni en tumores esporádicos, lo que permite concluir que este gen no es BRCA1.

## Interacciones
La proteína DUSP3 ha demostrado ser capaz de interaccionar con:
- MAPK3[3]
- MAPK1[3]